# Erebophasma subvittata
Erebophasma subvittata là một loài bướm đêm trong họ Noctuidae.